# Exsula tyrianthina
Exsula tyrianthina är en fjärilsart som beskrevs av Butler 1875. Exsula tyrianthina ingår i släktet Exsula och familjen nattflyn. Inga underarter finns listade i Catalogue of Life.